# Parapenaeopsis maxillipedo
Parapenaeopsis maxillipedo är en kräftdjursart som beskrevs av Alcock 1905. Parapenaeopsis maxillipedo ingår i släktet Parapenaeopsis och familjen Penaeidae. Inga underarter finns listade i Catalogue of Life.